# Begraafplaats van Hem
De Begraafplaats van Hem is een gemeentelijke begraafplaats in de Franse gemeente Hem (Noorderdepartement). De begraafplaats ligt in een nog landelijk gebied aan de Rue du Cimetière, op 680 m ten oosten van het gemeentehuis en is omgeven door een draadafsluiting en een haag.

## Franse oorlogsgraven

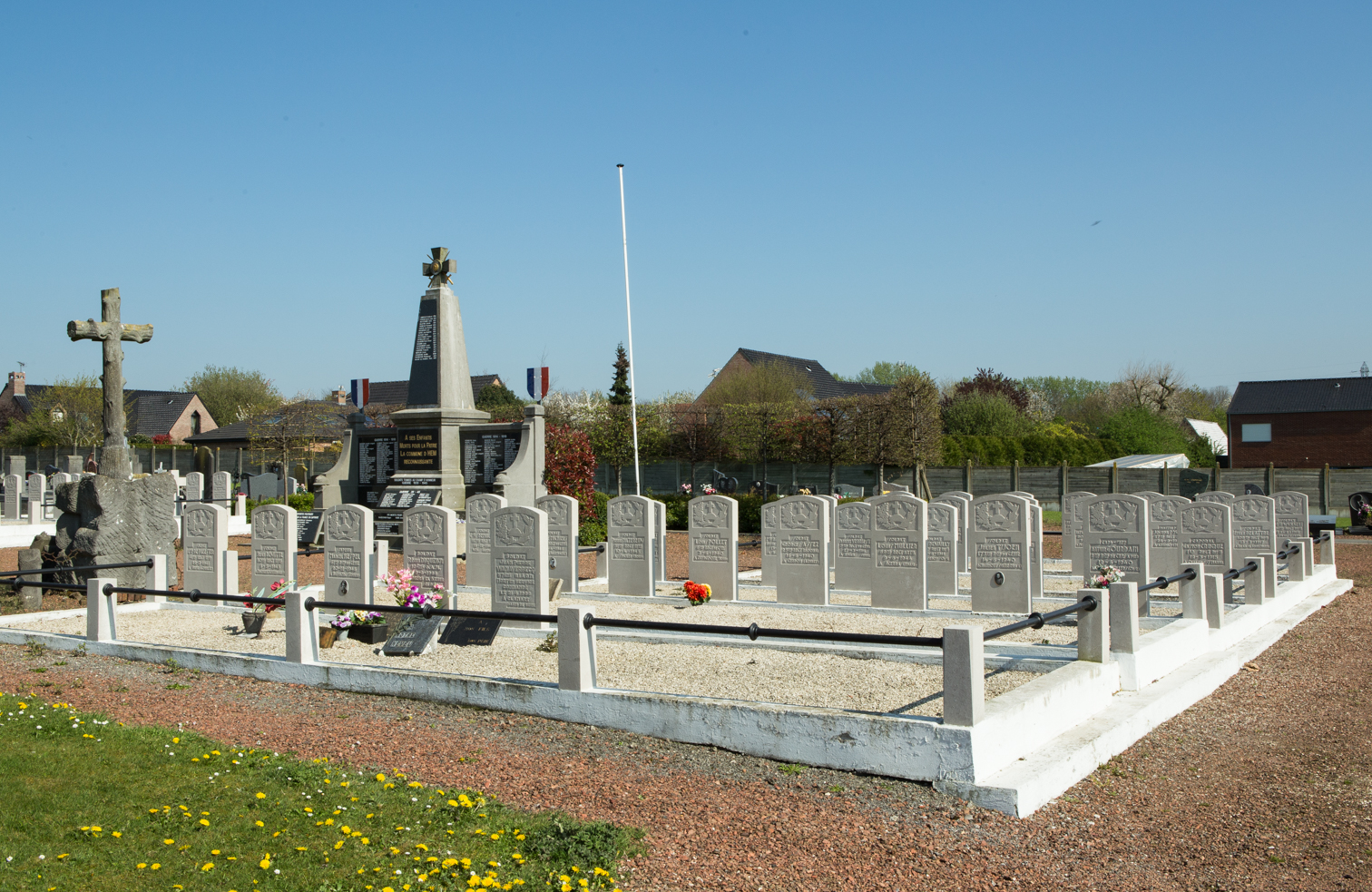
Franse graven en monument

Centraal achteraan op de begraafplaats bevindt zich een monument voor de militaire en burgerlijke slachtoffers uit de beide wereldoorlogen. Aan weerszijden van dit monument ligt een perk waarin samen 43 gesneuvelden uit de Eerste Wereldoorlog en 14 gesneuvelden uit de Tweede Wereldoorlog liggen.

## Britse oorlogsgraven
Op de begraafplaats bevindt zich een Brits militair perk met gesneuvelden uit beide wereldoorlogen. Er liggen 9 slachtoffers uit de Eerste Wereldoorlog en 5 uit de Tweede Wereldoorlog. De graven worden onderhouden door de Commonwealth War Graves Commission en zijn daar opgenomen als Hem Communal Cemetery, Nord.